# Viçosa
Viçosa est une ville du Minas Gerais, Brésil.

## Maires
| Période | Période | Identité                   | Étiquette | Qualité |
| ------- | ------- | -------------------------- | --------- | ------- |
| 1997    | 2004    | Fernando Sant'Ana e Castro | PSDB      |         |
| 2005    | 2010    | Raimundo Nonato Cardoso    | PSDC      |         |
| 2010    | 2012    | Celito Francisco Sari      | PR        |         |

## Personnalités liées
- Fabrício Mafra (né en 1982), haltérophile brésilien